# وینفریت نیوبرگ
وینفریت نیوبرگ (به انگلیسی: Winfrith Newburgh) یک روستا و محله مدنی در بریتانیا است که در Purbeck واقع شده‌است. وینفریت نیوبرگ ۶۶۹ نفر جمعیت دارد.